# آیاتا سوزوکی
آیاتا سوزوکی (به ژاپنی: 鈴木絢大،  زادهٔ ۱۱ نوامبر ۱۹۹۸) یک کشتی‌گیر فرنگی‌کار اهل کشور ژاپن است.
از افتخارات وی می‌توان به کسب مدال نقره بازی‌های آسیایی ۲۰۲۲ اشاره کرد.